# Chester Hill, Pennsylvania
Chester Hill är en ort i Clearfield County i delstaten Pennsylvania, USA.